# Zasip
Zasip (IPA: [ˈzaːsip]) è un insediamento (naselje) del Comune di Bled nella regione statistica dell'Alta Carniola in Slovenia.

## Collegamenti esterni

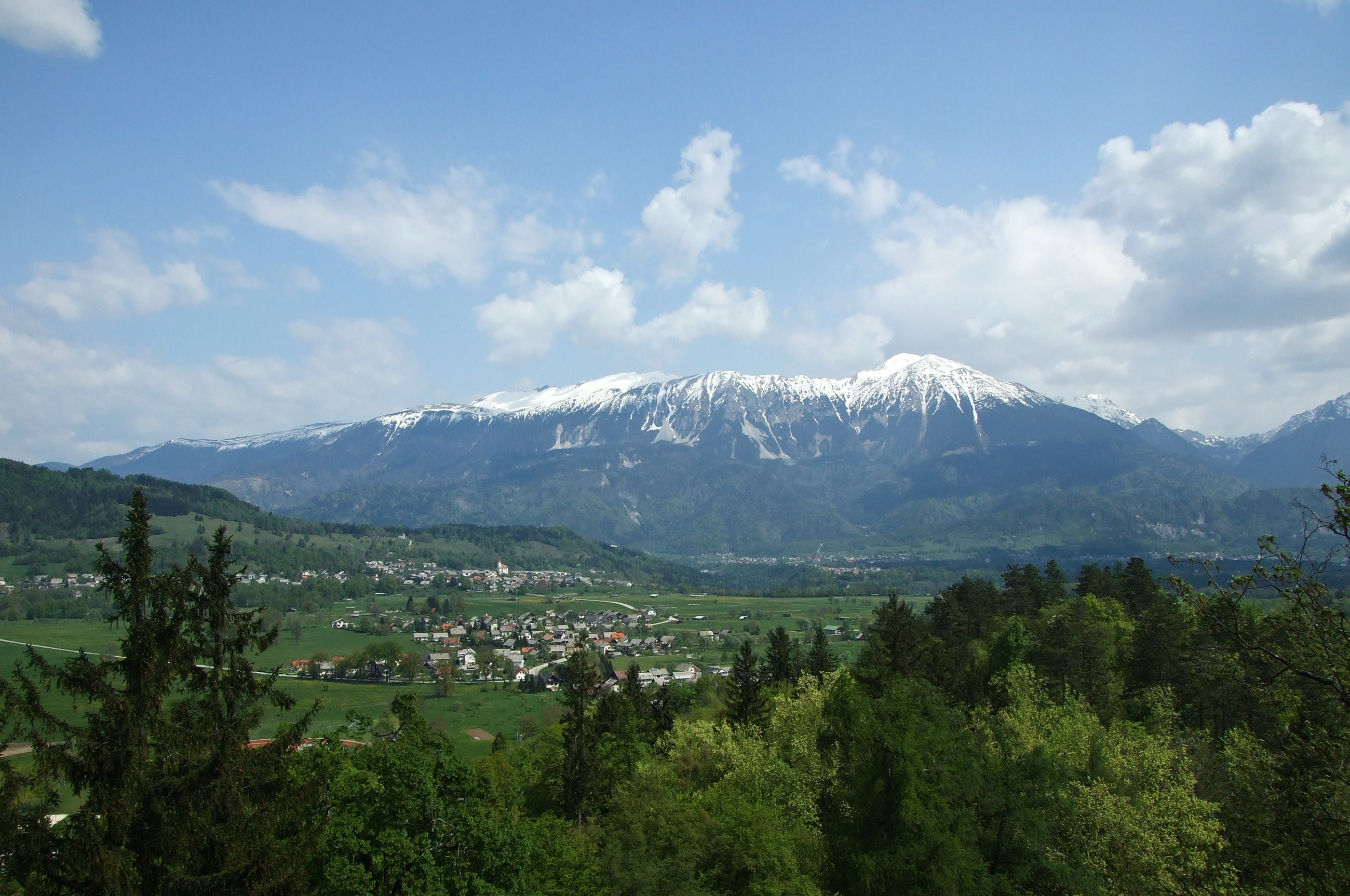
Vista del paese da Bled